# P. S. Я люблю тебя (фильм, 2007)
«P.S. Я люблю тебя» (англ. P.S. I Love You) — фильм 2007 года режиссёра Ричарда Лагравенезе с участием Хилари Суонк и Джерарда Батлера, основанный на одноимённом романе Сесилии Ахерн, изданном в 2005 году.

## Сюжет
Ирландец Джерри Кеннеди (Джерард Батлер) и американка Холли (Хилари Суонк) — счастливая женатая пара, живущая на Манхэттене. Фильм начинается с них, спорящих друг с другом, в их маленькой квартире, после возвращения с обеда у матери Холли. Джерри сказал её матери (Кэти Бейтс), что причина того, что у них нет детей в том, что Холли к этому не готова, и Холли обиделась на это. В споре Джерри кричит, что хочет ребёнка, а Холли, всегда уставшая после работы, не хочет заниматься «горячим грязным сексом» и отвечает, что сейчас нет места для ребёнка в их крошечной квартире, недостаточно денег и тому подобное. Затем, немного остыв, они целуются и мирятся.
Следующая сцена — поминки. Джерри умер от опухоли мозга, и все их друзья и мать с сестрой пришли в бар на поминки. Тело Джерри было кремировано и помещено в урну, которую сделали по эскизу Холли. Тем же вечером, помимо слёз и горя, были и шутки, лучшая подруга Холли, как обычно, искала своего единственного среди пришедших.
После смерти мужа у Холли началась депрессия. Она сидела целыми днями в квартире, не убирала, не ходила на работу, ничего не делала, а только смотрела в телевизор, продолжая при этом думать о муже. Она набирала свой домашний номер с мобильного телефона, только чтобы услышать любимый голос, пусть даже из автоответчика. Холли смотрела старые фильмы (с Бетт Дейвис и Джуди Гарленд) и пела.
Во время такого пения, семья Холли входит в квартиру с воздушными шарами и подарками, чтобы поздравить её с 30-летием. Они были шокированы внешностью Холли и состоянием квартиры. Друзья помогают с уборкой и пытаются вернуть ей хорошее настроение.
Прежде, чем Джерри умер, он написал Холли ряд писем, которые будут вести её, не только через печаль, но и в открытии себя вновь. Первое сообщение появляется через месяц в день рождения Холли, в форме красивого пирога и с просьбой, записанной на диктофоне, пойти повеселиться. Далее Холли получает самыми разными способами следующие и следующие письма от Джерри, посылающие её на новые приключения, и в каждом подпись — P.S. Я люблю тебя. Мать Холли и лучшие друзья начинают волноваться, что письма Джерри держат Холли, привязанной к прошлому, но фактически каждое письмо подталкивает её к новой жизни без него. С письмами Джерри, служащими ей гидом, Холли заново открывает историю об их первой встрече и дружбе, и как любовь, такая сильная, после смерти может превратиться в начало новой жизни.
С каждым письмом зрителю открывается часть их совместной жизни, которая является основой для заданий. С экрана можно наблюдать, как Холли через свои воспоминания о старой жизни приспосабливается к новой. Холли помогают в этом две подруги — Шэрон (Джина Гершон) и Дениз (Лиза Кудроу). В конце фильма Холли вместе с мамой приезжает в Ирландию.

## В ролях
| Актёр                | Роль                |
| -------------------- | ------------------- |
| Хилари Суонк         | Холли Рейли Кеннеди |
| Джерард Батлер       | Джерри Кеннеди      |
| Лиза Кудроу          | Дениз Хеннесси      |
| Джина Гершон         | Шэрон Маккарти      |
| Джеймс Марстерс      | Джон Маккарти       |
| Кэти Бейтс           | Патриция Рейли      |
| Гарри Конник младший | Дэниел Коннелли     |
| Нелли Маккей         | Кьяра Рейли         |
| Джеффри Дин Морган   | Уильям Галахер      |
| Дин Уинтерс          | Том                 |
| Дэн Флёри            | Кермит Цин-Цао      |
| Энн Кент             | Роуз Кеннеди        |
| Брайан Макграт       | Мартин Кеннеди      |
| Рене Скотт           | Барбарис            |
| Майк Дойл            | лепрекон            |

## Съёмки
Съёмки проходили с ноября 2006 года в Нью-Йорке и Ирландии.

## Музыка
1. Love You 'Till the End — The Pogues
2. Same Mistake — James Blunt
3. More Time — Needtobreathe
4. Carousel — Laura Izibor
5. Fortress — Hope
6. Last Train Home — Ryan Star
7. Rewind — Paolo Nutini
8. My Sweet Song — Toby Lightman
9. No Other Love — Chuck Prophet
10. Everything We Had — The Academy Is…
11. In the Beginning — The Stills
12. If I Ever Leave This World Alive — Flogging Molly
13. P.S. I Love You — Nellie McKay
14. Kisses and Cake — John Powell